# Thomas Mann
Paul Thomas Mann /pʰaʊl ˈtʰɔ:mas man/ (forma spolszczona: Tomasz Mann; ur. 6 czerwca 1875 w Lubece, zm. 12 sierpnia 1955 w Zurychu) – niemiecki prozaik i eseista, laureat literackiej Nagrody Nobla w 1929, uznawany za najwybitniejszego pisarza niemieckiego pierwszej połowy XX wieku i jednego z najwybitniejszych, obok Goethego, w dziejach literatury niemieckojęzycznej.

## Życiorys

### Pochodzenie i dom rodzinny
Mann urodził się w Lubece, mieście hanzeatyckim, wchodzącym w skład Cesarstwa Niemieckiego na prawach samodzielnego landu.
Jego ojciec, Thomas Heinrich Johann Mann, pochodził ze starej hanzeatyckiej rodziny, zaś matka, Júlia da Silva Bruhns, z mieszanej niemiecko-brazylijsko-kreolskiej rodziny. Biografowie przyszłego noblisty lubili podkreślać sąsiadowanie w nim cech typowych dla powściągliwych ludzi z północy i żywiołowych z południa. Jego starszym bratem był urodzony w roku 1871 Heinrich Mann, który również został sławnym pisarzem.
Ojciec Manna był bogatym hurtownikiem zbożowym i senatorem miasta Lubeki. Zmarł w roku 1891, kiedy Thomas miał zaledwie kilkanaście lat. Ojciec, kiedy zmuszony był poddać się poważnej operacji, której zresztą nie przeżył, napisał w pośpiesznie sporządzonym testamencie, że jego dochodowa firma ma zostać, w wypadku śmierci, zlikwidowana i że upłynnione fundusze przeznaczone zostaną na wykształcenie i życie rodziny. Senator Mann nakładał też na kuratorów obowiązek przeciwdziałania wczesnym próbom literackim chłopców. Jednakże obawy senatora w większym stopniu odnosiły się do skłonności Heinricha, nie zaś Thomasa.
Po śmierci senatora rodzina przeprowadziła się do Monachium w Bawarii, gdzie Thomas pracował pewien czas w firmie rachunkowej i uczęszczał na Uniwersytet Ludwika i Maksymiliana jako wolny słuchacz. W Monachium mieszkał na stałe w latach 1891–1933.

### Początki kariery literackiej
Pisarstwo coraz bardziej go pociągało. Podczas pobytu z Heinrichem we Włoszech miał już na koncie pierwsze napisane nowele. Część z nich opublikował i wydał w zbiorze (Mały pan Friedemann) jeszcze przed końcem XIX wieku.
W roku 1900, w wieku lat 25, napisał swoją pierwszą powieść pt. Buddenbrookowie. Była to powieść-saga rodzinna o świetności i upadku możnego mieszczańskiego hanzeatyckiego rodu. Niewątpliwie dzieje jego własnej rodziny dostarczyły młodemu Mannowi cennego tworzywa do tego dzieła. Książka wyszła drukiem rok później w dwóch tomach, przynosząc autorowi wielki rozgłos. Rok później (1902) Mann wydał Królewską wysokość.

### Rodzina
W roku 1905 poślubił Katię Pringsheim, córkę profesora matematyki na Uniwersytecie Monachijskim, protestanta o korzeniach żydowskich. Małżeństwo to trwało aż do śmierci Thomasa i wydało sześcioro dzieci (Erikę, Klausa, Golo, Monikę, Elisabeth i Michaela). Klaus i Erika poszli w ślady ojca i zostali ludźmi pióra. Golo był znanym historykiem, zaś Michael grał na skrzypcach, a w późniejszych latach został historykiem literatury. Warto w tym miejscu dodać, że i Thomas Mann był bardzo muzykalny, a jedna z jego późniejszych głośniejszych powieści, Doktor Faustus traktuje właśnie, wedle jego słów, o muzyce i polityce. Żona, która przez cały czas wspierała męża w jego twórczości, poświęciła swemu małżeństwu książkę Moje nienapisane wspomnienia (przełożoną na język polski przez Emilię Bielicką). Katia Mann spisała i wydała je przy pomocy dzieci (Eriki, Golo i Michaela), gdy miała już ukończone 90 lat, ponad 20 lat po śmierci męża. Spełniła tym samym jego życzenia, by listów i pamiętników nie publikować aż do upłynięcia 20 lat od jego śmierci.
Klaus popełnił samobójstwo w 1949, a Michael w 1976, wkrótce po zakończeniu pracy edytorskiej nad pamiętnikami ojca. Samobójstwa w najbliższej rodzinie Thomasa Manna zdarzały się często. W okresie młodości przeżył samobójstwa swoich sióstr (Carla w 1910 i Julia w 1927). U schyłku życia Mann wykazywał wiele serdeczności i opieki nad swoim wnukiem Frido – synem Michaela.

### Dwa światy Thomasa Manna
Thomas Mann, uznawany za jednego z największych pisarzy niemieckich, miał dość skomplikowane życie prywatne. Pozornie był to typowy przykład mieszczańskiej rodziny niemieckiej, z wierną i oddaną żoną (Katia Mann), sześciorgiem dzieci, finansową zaradnością i zasobnością. W tym portrecie brak jednak jednej, bardzo ważnej informacji: pisarz był biseksualistą. Wiele względów zmusiło go do nieupubliczniania tego. Sam wychowany w tradycyjnych zasadach mieszczańskich za niezbędne uznawał klasyczne podstawy rodziny niemieckiej. Wobec najbliższych i przyjaciół nie skrywał swych pasji, ale wobec świata zewnętrznego unikał demonstrowania swej orientacji seksualnej.
Wielu badaczy już bardzo wcześnie zauważyło szereg podobieństw między doświadczeniami Manna-człowieka a głównymi bohaterami jego powieści i opowiadań. Baczna obserwacja samego siebie i zjawisk zachodzących wokół, służyła za kanwę jego literackich fikcji. W „Tonio Krugerze” postać Hansa Hansena to cień jego własnych doświadczeń romantycznych ze szkolnym kolegą Arminem Martensem. Pribislav Hippe z „Czarodziejskiej góry” to inny kolega lat szkolnych, Willri Timpe. Jedna z głównych miłości Manna, Paul Ehrenberg z monachijskiej Akademii Sztuk, odrodził się czterdzieści lat później jako Rudi Scherdtfeger w „Doktorze Faustusie”. Chłopiec ze „Śmierci w Wenecji” jest portretem autentycznego zdarzenia fascynacji pisarza młodym Polakiem, którego z uwielbieniem podpatrywał na plaży w Wenecji podczas rodzinnego urlopu w 1911 r. Wspomina o tym dość obszernie jego żona Katia w pamiętnikach opublikowanych wiele lat po śmierci męża.
Dwoje dzieci pisarza, Erika i Klaus było homoseksualistami. W liście do Klausa z 1927 r. Thomas Mann domaga się wręcz, by syn (posiadający, naturalnie, przewagę młodości) nie obracał się w tych samych kręgach, co 17-letni Klaus Heuser, wobec którego on sam miał słabość. Pisarz napomina syna, że sam będąc sławnym, ale już starszym panem ma wszak prawo do doświadczania tych samych przygód, co syn i zadaje retoryczne pytanie: czy tylko ty masz być tym, który stale grzeszy?
Autor obszernej monografii o Mannie, Anthony Heilbut stawia tezę, że doświadczenie homoseksualne pisarza było centralnym elementem jego twórczości. Skłonność Manna do mężczyzn była też dość rzeczowo udokumentowana przez dwóch innych znanych badaczy literatury europejskiej: Ronalda Haymana i Donalda Pratera, autorów monografii o pisarzu. Nie idą oni jednak tak daleko w ferowaniu opinii o wpływie orientacji Manna na jego twórczość.

### Dalsza kariera

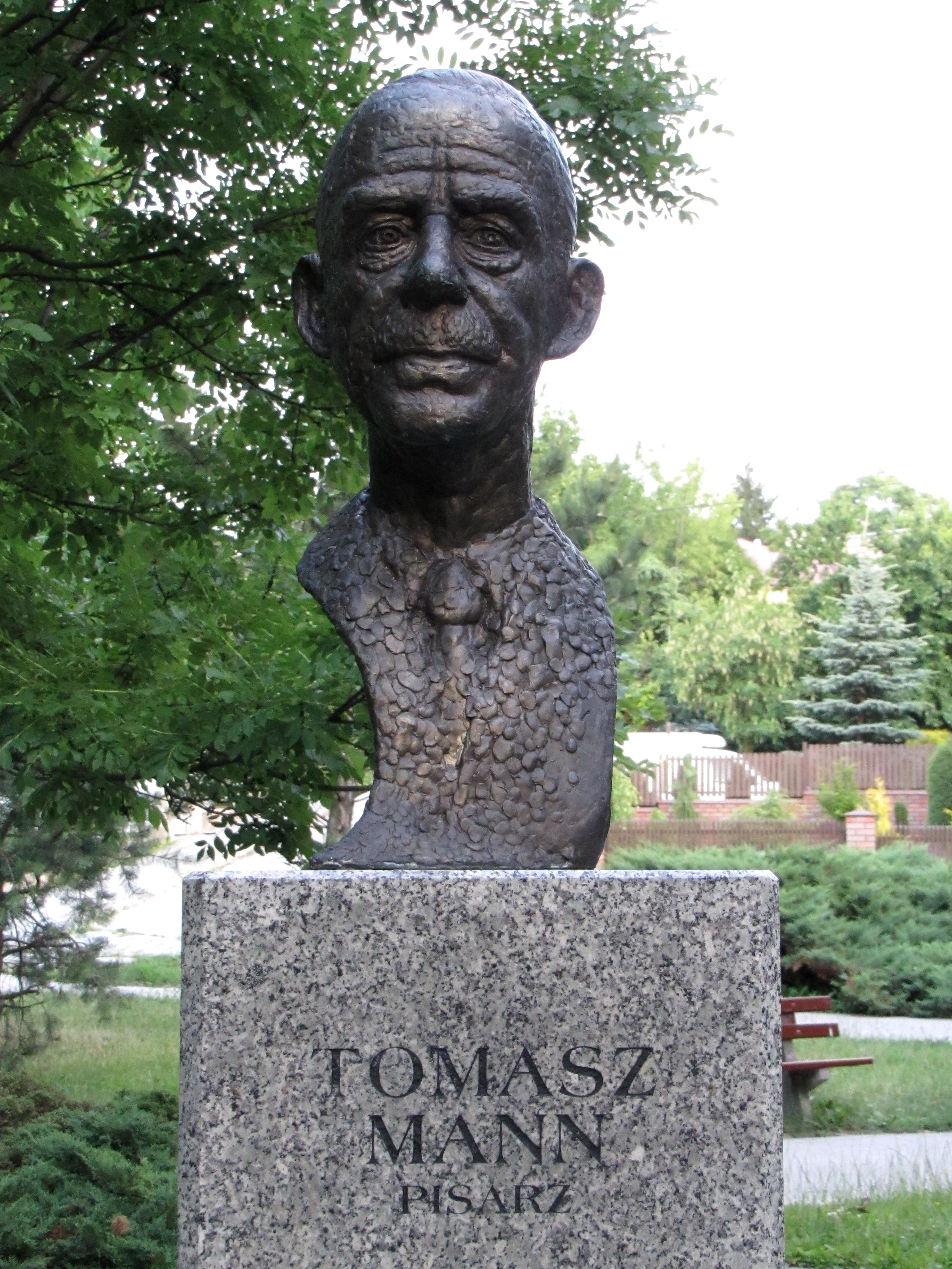
Popiersie Thomasa Manna w Alei Sław na Skwerze Harcerskim w Kielcach

#### I wojna światowa
W czasie I wojny światowej Thomas Mann poparł, w przeciwieństwie do swego brata Heinricha, politykę wojenną Wilhelma II. Dał temu wyraz w swym monumentalnym eseju pt. Wyznania człowieka apolitycznego. Jednakże opinię zrewidował po pewnym czasie, czemu dał wyraz już w przedmowie do tego dzieła.

#### Republika Weimarska
Po wojnie Mann zdecydowanie popierał ustanowienie Republiki Weimarskiej oraz angażował się na rzecz kulturalnego pojednania pokonanych Niemiec z zagranicą.
W tych latach powstała, między innymi, wielka biblijna tetralogia o Józefie oraz jego bodajże najsłynniejsza powieść Czarodziejska góra, będąca symbolicznym obrazem kryzysu duchowego Europy przed wybuchem wojny. Jej akcja rozgrywa się w odizolowanym od świata sanatorium w szwajcarskim Davos.

#### Nagroda Nobla
W roku 1929 Mann otrzymał literacką Nagrodę Nobla. Po raz pierwszy jako kandydat do niej był wymieniany już po ukazaniu się (1913) Śmierci w Wenecji, a od kilku lat przed jej przyznaniem niezmiennie znajdował się w gronie faworytów. Pisarz część swojej nagrody (2000 zł) przekazał na budowę podlegającej pod Parafię Ewangelicko-Augsburską w Rypinie niemieckojęzycznej szkoły kantorackiej w Obórkach, ukończonej w 1931 roku. Na podstawie zezwolenia polskich władz państwowych, na znak wdzięczności mieszkańców, w budynku szkolnym, obok portretów Józefa Piłsudskiego i Prezydenta RP Ignacego Mościckiego zawisł portret Manna.

### Emigracja
Mann, który należał do aktywnych przeciwników ruchu nazistowskiego, w chwili przejęcia przez Hitlera władzy w Niemczech znajdował się za granicą i tam też postanowił pozostać. Decyzja ta umocniła się w nim po pożarze Reichstagu w lutym 1933 roku niedługo po nominowaniu Hitlera na kanclerza Rzeszy. Stosunki z Mannami zerwał m.in. również noblista i dawny przyjaciel Gerhart Hauptmann, który pozostał w kraju.
Początkowo rodzina Mannów mieszkała w Szwajcarii. Na początku 1936 Thomas Mann zrzekł się obywatelstwa niemieckiego, oświadczając, że nie powróci do Niemiec. W roku 1937 przyjął z rodziną obywatelstwo Czechosłowacji, jednak niedługo potem przenieśli się do znacznie bezpieczniejszych Stanów Zjednoczonych, gdzie zamieszkał także Heinrich oraz inni znani niemieccy pisarze walczący z hitleryzmem (na przykład Bertolt Brecht).
Początkowo mieszkali w Princeton w stanie New Jersey, gdzie Mann wykładał gościnnie na Uniwersytecie w Princeton. Niedługo potem przenieśli się do Kalifornii i wybudowali tam nowy dom. Pod koniec II wojny światowej Mann uzyskał obywatelstwo amerykańskie.
Po upadku dyktatury Hitlera Mann dalej pozostał na emigracji w Stanach Zjednoczonych (potem wyjechał znów do Szwajcarii, w 1952), tylko dwa razy odwiedzając swoją ojczyznę (ostatni raz w roku swej śmierci, 1955).

## Twórczość

### Inspiracje twórcze
Mann znajdował się pod wyraźnym wpływem Goethego, któremu zresztą poświęcił powieść Lotta w Weimarze (1939). Twórczość Manna inspirowana była również Biblią oraz dziełami i poglądami następujących osobowości: Marcin Luter, Gotthold Ephraim Lessing, Friedrich von Schlegel, E.T.A. Hoffmann, Arthur Schopenhauer, Edgar Allan Poe, Richard Wagner, Theodor Fontane, Fiodor Dostojewski, Friedrich Nietzsche, Sigmund Freud, Joseph Conrad, Carl Gustav Jung.

### Charakterystyka
Zgodnie ocenia się, że Mann stworzył nowy typ powieści epickiej o charakterze intelektualnym i nierzadko ironicznym (jak jego powieść łotrzykowska i zarazem ostatnie dzieło Wyznania hochsztaplera Feliksa Krulla). W okresie Weimaru i po jego upadku Mann był orędownikiem demokracji i parlamentaryzmu oraz ogólnie pojętego humanizmu. Świadectwem jego zaangażowania politycznego jest też cykl mów radiowych do narodu niemieckiego w czasie wojny.

### Dzieła
- Upadła (1894)
- Mały pan Friedemann(inne języki) (1899)
- Buddenbrookowie (1901)
- Tonio Kröger(inne języki) (1903)
- Tristan (1903)
- U proroka (1904)
- Królewska Wysokość (1909)
- Śmierć w Wenecji (1912)
- Rozważania człowieka apolitycznego (1918)
- Czarodziejska góra (1924)
- Mario i czarodziej (1930)
- Józef i jego bracia (1933-1943)
  - Historie Jakubowe (1933)
  - Młody Józef (1934)
  - Józef w Egipcie (1936)
  - Józef Żywiciel (1943)
- Lotta w Weimarze(inne języki) (1939)
- Doktor Faustus (1947)
- Jak powstał Doktor Faustus. Powieść o powieści (1949)
- Wybraniec(inne języki) (1951)
- Wyznania hochsztaplera Feliksa Krulla(inne języki) (1954)
- Niemcy, słuchajcie! (cykl mów radiowych, 1942)

## Wpływy

### Literatura polska

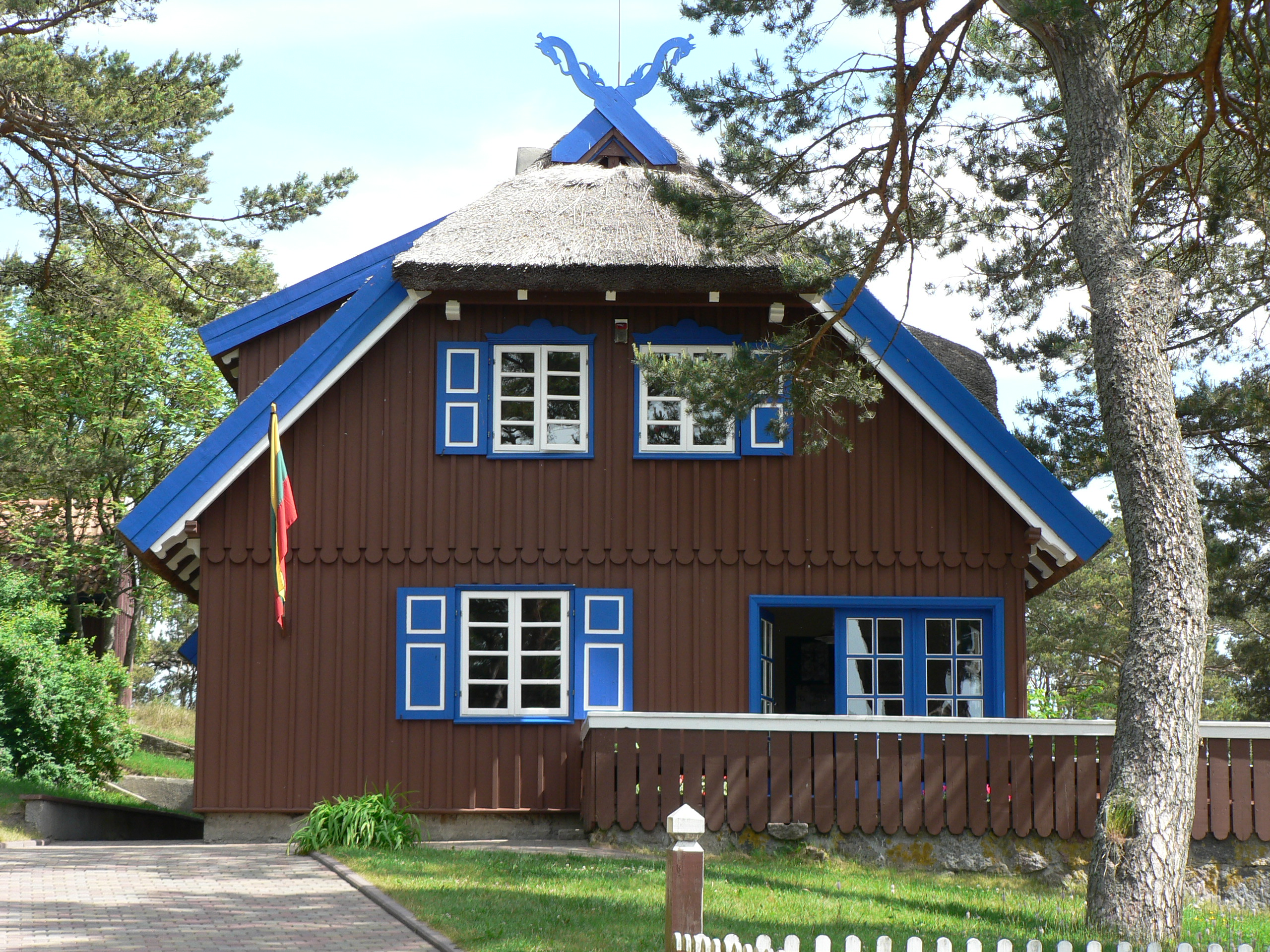
Dom Thomasa Manna w Nidzie (obecnie część Neryngii)

Zaproszony przez polski PEN Club Mann odwiedził Warszawę w 1927 roku. Pisarz wydawany już wcześniej w Polsce miał w trakcie kilkudniowej wizyty szczególnie głośną recepcję. Wizyta była na bieżąco opisywana przez Wiadomości Literackie, które zamieściły wywiad z nim, a także uzupełniony przekład przedmowy do Tajnego agenta Josepha Conrada. Po dwóch latach kupił posiadłość w Nidzie na Mierzei Kurońskiej, gdzie spędzał wakacje. Jednym z pierwszych pisarzy polskich, którzy zafascynowali się twórczością Manna był Bruno Schulz. Prawdopodobnie zainspirowany wizytą napisał opowiadanie znane dziś wyłącznie w języku niemieckim – Die Heimkehr (Ojczyzna – nie jest pewne, czy opowiadanie niemieckie jest oryginałem, czy tłumaczeniem), które wysłał do Manna, jednakże nigdy nie otrzymał odpowiedzi. Fascynację Mannem Schulz utrzymał do końca życia, co wyraża się w jego listach do Stanisława Ignacego Witkiewicza (1935) i do Anny Płockier (1941). W tym czasie powstało także kilka wierszy o Mannie – między innymi O rzeczach Tomasza Manna Jana Lechonia, Exegi monumentum Antoniego Słonimskiego i Na powrót Tomasza Manna do Europy Witolda Wirpszy. Do najwcześniejszych i najbardziej znaczących pism krytycznych o Mannie należą teksty Stanisława Brzozowskiego, Zygmunta Łempickiego, Zofii Nałkowskiej, Jana Lechonia, Egona Naganowskiego, Marii Dąbrowskiej i Witolda Gombrowicza. Wielki wpływ Manna znajduje się między innymi w dziełach Czesława Miłosza, który przyznawał, że Czarodziejska góra tak zmieniła jego myślenie, że bez niej nie mógłby napisać Doliny Issy (voir: wywiad dla Radio France 2003). Inspiracja Czarodziejską górą jest widoczna również w Szpitalu przemienienia Stanisława Lema. Współcześnie żyjący polscy pisarze zainspirowani i zajęci od lat badaniem twórczości Manna to między innymi Adam Zagajewski i Paweł Huelle.

### Literatura obca
Do inspiracji twórczością Thomasa Manna przyznawał się holenderski pisarz Harry Mulisch; jego książka Odkrycie nieba była porównywana z Czarodziejską górą.